# Камелин, Рудольф Владимирович
Рудо́льф Влади́мирович Каме́лин (12 августа 1938, Пермь — 1 апреля 2016) — советский и российский ботаник, специалист в области систематики и географии растений, сравнительной флористики и истории флор, член-корреспондент АН Таджикской ССР (1987), член-корреспондент РАН (1991, член-корреспондент АН СССР с 1990). Доктор биологических наук (1975), заслуженный деятель науки, президент Русского ботанического общества (1991—2016).

## Биография
Родился 12 августа 1938 года в Перми. В 1955 году окончил среднюю школу в городе Кунгуре Пермской области и поступил на учёбу в Пермский государственный университет на биологический факультет, который окончил в 1961 году.
В 1961—1965 годах — сотрудник Варзобской горной ботанической станция Ботанического института АН Таджикской ССР. В 1965—1968 годах — аспирант Ботанического института АН Таджикской ССР и Ботанического института АН СССР.
С 1968 года — младший научный сотрудник, старший научный сотрудник, заместитель директора по научной работе (1980), заведующий лабораторией растительности аридной зоны отдела геоботаники (1984—1992), заведующий отделом «Гербарий высших растений» (1992—2015) Ботанического института РАН, с 2015 года — главный научный сотрудник этого же отдела.
Одновременно с работой в БИНе занимался преподавательской работой в Санкт-Петербургском государственном университете. В сентябре 1991 года назначен профессором кафедры ботаники университета, а с 1992 года по 2002 год занимал должность заведующего этой кафедрой. С 2002 г. преподавал на кафедре ботаники биологического факультета Алтайского государственного университета.
Скончался 1 апреля 2016 года на 78-м году жизни.

## Научная деятельность
Областью научных интересов и профессиональной деятельности Р. В. Камелина являлись систематика цветковых растений (разные группы); ботаническая география (общая теория, флористика, особенно флоры Азии и Древнего Средиземья); геоботаника; генезис флор Азии; история флор Евразии (флорогенез); охрана растительного мира.
Р. В. Камелин — автор более 500 научных публикаций, в том числе 9 монографий и 5 пособий для студентов вузов. Особенно выделяются среди них фундаментальные монографии по флорогенезу Средней Азии и Алтайской горной страны, флористическому районированию и классификации растительности. Он был соавтором 20 крупных коллективных монографий, в том числе одним из авторов международного издания «Flora of China», редактором и автором новой международной сводки «Флора Алтая» (в границах России, Казахстана, Китая и Монголии). В качестве составителя и редактора принимал участие в издании сводок по охране растительного мира — «Красной книги СССР», «Красной книги РСФСР», «Красной книги Таджикский ССР», «Красной книги Алтайского края» и «Красной книги Российской Федерации».
Под его научным руководством были организованы ботанические экспедиции в Среднюю Азию, Закавказье, Монголию, Южную Сибирь и завершён 10-томный «Определитель флоры Средней Азии».

## Почётные звания, должности, членство и награды
Член Всесоюзного Ботанического общества (с 1946 года). В 1980-е годы избирался членом Совета общества и вице-президентом; с января 1991 года был президентом Русского ботанического общества. Почётный член Украинского ботанического общества.
Многие годы Рудольф Владимирович работал заместителем председателя академического научного совета по ботанике, он был членом Президиума Петербургского научного центра РАН. Возглавлял редакции журнала «Растительные ресурсы», «Ботанического журнала», основанного им же в 1998 году и издающегося на базе Алтайского ГУ международного журнала «Turczaninowia» .
Входил в состав редакционного совета Большой российской энциклопедии и редколлегий журналов «Flora» (Германия), «Украинского ботанического журнала», а также ряда других российских и зарубежных журналов.
В 1993 году научная деятельность Р. В. Камелина отмечена премией имени В. Л. Комарова РАН за серию работ по флоре горной Средней Азии. Он обладатель Диплома Русского Географического общества за выдающиеся научные работы в области географии (1996), награждён серебряной (1987 г.) и бронзовой медалями ВДНХ СССР, медалью «Ветеран труда» (1987) и другими медалями. За длительную и плодотворную работу на посту заместителя научного руководителя Совместной советско-монгольской (ныне российско-монгольской) экспедиции РАН и АН Монголии награждён монгольским орденом «Полярной звезды».
В честь Камелина названо около 50 видов высших растений и животных.

## Основные научные труды
- Флорогенетический анализ естественной флоры  горной Средней Азии / Ред. чл.-корр. АН СССР Ан. А. Федоров. — Л.: Наука. Ленингр. отд., 1973. — 356 с. — 900 экз.
- Кухистанский округ горной Средней Азии. Ботанико-географический анализ. Л., 1979;
- Флора Сырдарьинского Каратау. Л., 1990;
- Материалы по истории Флоры Азии (Алтайская горная страна): монография. — Барнаул: Изд-во Алт. ун-та, 1998. — 240 с.
- Сложноцветные (краткий обзор системы): учебн. пособие. — Барнаул: Изд-во Алт. ун-та, 2000. — 60 с.
- Крестоцветные. — Барнаул: Изд-во АГУ, 2002. — 51 с. — ISBN 5-7904-0243-7.
- Лекции по систематике растений. — Барнаул: Азбука, 2004. — 227 с. — ISBN 5-93957-116-6.
- Великая селекция зари человечества: этнобан. этюды. — Барнаул: Азбука, 2005. — 127 с. — ISBN 5-87028-138-5-1.
- Флора Алтая: Плауновидные, хвощевидные, папоротниковидные. — Барнаул: Азбука, 2005. — Т. 1. — 339 с. — ISBN 5-87028-133-4.
- Розоцветные (Rosaceae). — Барнаул: Алт. страницы, 2006. — 100 с. — 300 экз. — ISBN 5-88210-255-3-1.
- Материалы к анализу флоры Кавказа. О некоторых особенностях состава флоры Кавказа и их значении для понимания истории флоры этой страны // Ботанический журнал. — 2006. — Т. 91, вып. 5. — С. 649—673.
- Проект "Флора России" (Российской Федерации) // Вестн. Росс. акад. наук. — 2007. — Т. 77, вып. 1. — С. 22—26.
- Новый вид рода Mertensia (Boraginaceae) из Западного Китая и номенклатурные заметки о некоторых сибирских видах рода // Бот. журнал. — 2009. — Т. 94, вып. 10. — С. 1560—1567.
- Древнексерофильное семейство Chenopodiaceae во флоре Турана и Центральной Азии // Бот. журнал. — 2011. — Т. 94, вып. 4. — С. 441—464.
- Несостоявшийся съезд // Бот. журнал. — 2012. — С. 290—297.

## Семья
Жена (с 1961 года) — Ольга Петровна Камелина, доктор биологических наук, специалист по эмбриологии растений, лауреат премии имени В. Л. Комарова (2014). Двое детей. Один из них Евгений Рудольфович Камелин (1962—2007) — герпетолог и поэт.

## Таксоны растений, названные в честь Р. В. Камелина
- Kamelinia F.O.Khass. & I.I.Malzev (1992)
- Rudolf-kamelinia Al-Shehbaz & D.A.German (2016)

- Achillea kamelinii Kupr.
- Aconitum kamelinii A.A.Solovjev
- Aquilegia kamelinii Erst, Shaulo & Shmakov
- Astragalus kamelinii Podlech
- Atraphaxis kamelinii Yurtseva
- Cnidium kamelinii V.M.Vinogr. [=Lithosciadium kamelinii (V.M.Vinogr.) Pimenov ex Gubanov]
- Craniospermum kamelinii Ovczinnikova
- Eritrichium kamelinii Ovczinnikova
- Erysimum kamelinii D.A.German
- Gagea kamelinii Levichev
- Iris kamelinii Alexeeva
- Iris rudolphii F.O.Khass., Esankulov & Achilova
- Jurinea kamelinii Iljin
- Myosotis kamelinii O.D.Nikif.
- Oxytropis kamelinii Vassilcz.
- Polypodium kamelinii Shmakov
- Potentilla kamelinii Lazkov
- Potentilla rudolfii Keczaykin & Shmakov
- Prionotrichon kamelinii Botsch. [=Rhammatophyllum kamelinii (Botsch.) Al-Shehbaz & O.Appel]
- Pseudosedum kamelinii Palanov
- Rosa kamelinii Husseinov
- Salvia kamelinii Makhm.
- Scrophularia kamelinii Botsch. & Kurbanov
- Scrophularia rudolfii F.O.Khass., Serekeeva & Kadyrov
- Scutellaria kamelinii M.N.Abdull.
- Stipa ×kamelinii Kotukhov
- Tanacetopsis kamelinii Kovalevsk.
- Thymus kamelinii Vasjukov
- Typha kamelinii Krasnova
- Valeriana kamelinii Sharipova
- Viola rudolfii Vl.V.Nikitin